# Windows 10
Windows 10 là một bản phát hành lớn của hệ điều hành Windows NT do Microsoft phát triển. Hệ điều hành này được giới thiệu vào 30 tháng 9 năm 2014 trong chương trình Build 2014 và đã được phát hành chính thức vào ngày 29 tháng 7 năm 2015. Giao diện trên Windows 10 là sự kết hợp giữa Windows 8.1 và Windows 7. Không giống như các phiên bản trước của Windows, Microsoft đã gắn nhãn Windows 10 là một "Service (dịch vụ)", được nhận cập nhật những tính năng, sửa lỗi liên tục; các thiết bị chạy Windows 10 trong môi trường doanh nghiệp có thể nhận được các cập nhật này với tốc độ chậm hơn hoặc sử dụng các mốc hỗ trợ dài hạn (LTSB và LTSC), tuy nhiên với đối tượng thuộc dạng LTSB và LTSC chỉ được nhận các bản cập nhật quan trọng, chẳng hạn như các bản vá bảo mật, cũng như hỗ trợ trong suốt vòng đời 5 năm. Các máy chạy Windows 7, Windows 8 và Windows 8.1 sẽ được nâng cấp trực tiếp lên Windows 10 qua Windows Update trong vòng 1 năm kể từ ngày phát hành bản đầu tiên (RTM).
Windows 10 đi kèm một tính năng lớn mà Microsoft gọi là "universal apps (ứng dụng phổ quát)"; được mở rộng dựa trên các ứng dụng phong cách Metro, các ứng dụng này có thể được thiết kế để chạy trên nhiều dòng sản phẩm Microsoft với các mã giống nhau, như máy tính bảng, điện thoại thông minh, các hệ thống nhúng, các máy Xbox One, Surface Hub và Mixed Reality. Giao diện người dùng Windows đã được sửa đổi để cho trải nghiệm chuyển tiếp giữa giao diện định hướng chuột truyền thống và một giao diện tối ưu cho màn hình cảm ứng, dựa trên đầu vào là các thiết bị 2-trong-1 (ngày càng phổ biến); cả hai giao diện đều bao gồm một menu Start được cập nhật để kết hợp các yếu tố của menu Start truyền thống trên Windows 7 với các "tiles" của Windows 8. Phiên bản đầu tiên của Windows 10 cũng giới thiệu hệ thống máy ảo mới, một tính năng quản lý cửa sổ và desktop gọi là Task View và trình duyệt web Microsoft Edge, hỗ trợ cho đăng nhập bằng khuôn mặt (Windows Hello) hoặc bằng vân tay - tính năng bảo mật mới cho môi trường doanh nghiệp, và DirectX 12 và WDDM 2.0 để cải thiện khả năng đồ họa cho các trò chơi.
Windows 10 nhận được hầu hết các nhận xét tích cực khi phát hành ban đầu vào tháng 7 năm 2015; các nhà phê bình đã ca ngợi quyết định của Microsoft về việc cung cấp một giao diện định hướng cho máy tính để bàn phù hợp với các phiên bản trước của Windows, tương phản với cách tiếp cận hướng máy tính bảng của Windows 8, mặc dù chế độ giao diện người dùng cảm ứng của Windows 10 đã bị gác lại. Các nhà đánh giá cũng ca ngợi những cải tiến cho phần mềm đi kèm của Windows 10 so với Windows 8.1, tích hợp Xbox Live, cũng như chức năng và khả năng của trợ lý ảo cá nhân Cortana, đặc biệt là việc thay thế Internet Explorer bằng Microsoft Edge. Tuy nhiên, giới truyền thông đã chỉ ra những thay đổi theo chiều hướng độc quyền đối với các hành vi của hệ điều hành, bao gồm cài đặt bản cập nhật bắt buộc (người dùng bị ép cập nhật, và việc tắt cập nhật hoặc hoãn cập nhật quả là một việc khó khăn đối với đa số người dùng thông thường), mối quan tâm về vấn đề quyền riêng tư đối với việc thu thập dữ liệu của hệ điều hành cho Microsoft và các đối tác, các thủ thuật giống như phần mềm quảng cáo được sử dụng để thúc đẩy hệ điều hành phát hành.
Microsoft đã nhắm đến việc Windows 10 được cài đặt trên ít nhất một tỷ thiết bị trong khoảng hai hoặc ba năm sau khi phát hành. Cho đến tháng 8 năm 2016, việc sử dụng 융성Windows 10 ngày càng tăng, sau đó chững lại so với các phiên bản trước của Windows giảm phần tỉ lệ sử dụng của chúng khi được đo bằng lưu lượng truy cập web. Hệ điều hành đang chạy trên hơn 400 triệu thiết bị đang hoạt động và có tỷ lệ sử dụng ước tính 27,72% trên các máy tính truyền thống và 12,53% trên tất cả các nền tảng (PC, điện thoại di động, máy tính bảng và bảng điều khiển).

## Quá trình phát triển

### Những giai đoạn đầu
Tại Hội nghị đối tác toàn cầu của Microsoft trong năm 2011, Andrew Lees, giám đốc công nghệ điện thoại di động của Microsoft, cho biết rằng công ty dự định để có một hệ sinh thái phần mềm duy nhất cho các máy tính, điện thoại, máy tính bảng, và tất cả các thiết bị khác. "Chúng tôi sẽ không có một hệ sinh thái cho máy tính, và một cho điện thoại và một cho máy tính bảng—‌Tất cả sẽ gộp lại thành một. (We won't have an ecosystem for PCs, and one for phones, and one for tablets‍—‌they'll all come together)".
Tháng 12 năm 2013, tay viết công nghệ Mary Jo Foley đã thông báo rằng Microsoft đang làm việc trong một bản cập nhật cho Windows 8 có tên mã là "Threshold", đặt theo tên một hành tinh trong trò chơi Halo của Microsoft. Tương tự như "Blue" (Windows 8,1), Foley đã gọi Threshold là "làn sóng các hệ điều hành" trên nhiều nền tảng và dịch vụ của Microsoft, dự kiến ra mắt vào quý II năm 2015. Foley đã báo cáo rằng trong số các mục tiêu của Threshold là tạo ra một hệ thống thống nhất các nền tảng ứng dụng và bộ công cụ phát triển cho Windows, Windows Phone và Xbox One (tất cả đều cùng sử dụng lõi Windows NT).
Vào ngày 8 tháng 4 năm 2014, tại Hội nghị Build, Terry Myerson của Microsoft đã giới thiệu phiên bản cập nhật của Windows 8.1, bổ sung khả năng chạy các ứng dụng Windows Store bên trong các cửa sổ desktop và menu Start truyền thống thay cho màn hình Start trong Windows 8. Menu Start mới được phát triển dựa trên thiết kế của Windows 7, chỉ sử dụng một phần của màn hình và chia làm hai cột, bao gồm danh sách ứng dụng theo phong cách Windows 7 trong cột đầu tiên, cột còn lại hiển thị các gạch (tiles) ứng dụng như Windows 8. Myerson nói rằng những thay đổi này sẽ xảy ra trong một cập nhật trong tương lai, nhưng không phức tạp. Microsoft cũng tiết lộ khái niệm "universal Windows app", cho phép các ứng dụng Windows Store được tạo cho Windows 8.1 được chuyển sang Windows Phone 8.1 và Xbox One trong khi chia sẻ mã nguồn chung, với giao diện được thiết kế cho các thiết bị khác nhau và cho phép dữ liệu người dùng cũng như giấy phép của cho một ứng dụng được chia sẻ giữa nhiều nền tảng. Từ đó người dùng có thể mua một app trên điện thoại và sử dụng bình thường trên máy tính để bàn. Windows Phone 8.1 sẽ dùng chung gần 90% các Windows Runtime API phổ biến với Windows 8.1 trên máy tính cá nhân.
Ảnh chụp màn hình của một bản build Windows có vẻ như là Threshold đã bị "rò rỉ" vào tháng 7 năm 2014, hiển thị menu Start và cửa sổ các app Windows Store được hiển thị trước đó và tiếp theo là một ảnh chụp màn hình vào tháng 9 năm 2014 của bản build nhận diện là "Windows Technical Preview" hiển thị một hệ thống desktop ảo mới, một trung tâm thông báo (Notification Center), và một biểu tượng File Explorer mới.

### Thông báo
Threshold đã được chính thức công bố trong một sự kiện truyền thông vào ngày 30 tháng 9 năm 2014 dưới tên Windows 10; Myerson cho biết, Windows 10 sẽ là "nền tảng toàn diện nhất" của Microsoft, cung cấp một nền tảng thống nhất, duy nhất cho máy tính để bàn, máy tính xách tay, máy tính bảng, điện thoại thông minh và các thiết bị all-in-one. Ông nhấn mạnh rằng Windows 10 sẽ thực hiện các bước hướng tới khôi phục lại cơ chế giao diện người dùng từ Windows 7 để cải thiện trải nghiệm cho người dùng trên các thiết bị không cảm ứng, chỉ ra những lời chỉ trích về giao diện cảm ứng của Windows 8 bởi những người dùng sử dụng bàn phím và chuột. Tuy nhiên, Myerson lưu ý rằng giao diện cảm ứng sẽ phát triển tốt hơn bao giờ hết trong Windows 10. Trong mô tả những thay đổi, Joe Belfiore đã so sánh hai hệ điều hành này với những chiếc xe điện, so sánh Windows 7 với một chiếc hybrid Toyota Prius thế hệ thứ nhất và Windows 10 cho một chiếc Tesla - xem như phiên bản sau là một bản mở rộng của công nghệ lần đầu tiên được giới thiệu trong trước đây.
Liên quan đến việc Microsoft đặt tên cho hệ điều hành mới là Windows 10 thay vì Windows 9, Terry Myerson nói rằng "dựa trên sản phẩm đang đến, và phương pháp tiếp cận của chúng tôi sẽ khác biệt như thế nào, thật không đúng khi gọi nó là Windows 9". Ông cũng đùa rằng họ không thể gọi nó là "Windows One" (ám chỉ đến một số sản phẩm của Microsoft gần đây với một thương hiệu tương tự như OneDrive, OneNote và Xbox One) bởi vì Windows 1.0 đã tồn tại. Tony Prophet, Phó Chủ tịch phụ trách tiếp thị của Windows, cho biết tại hội nghị San Francisco vào tháng 10 năm 2014, rằng Windows 9 "đã đến và đi", và Windows 10 không phải là "bước tiến từ Windows 8.1", mà là "một bước đi quan trọng. Chúng tôi đang cố gắng tạo ra một nền tảng, một hệ thống sinh thái kết nối nhiều thiết bị từ Internet of Things qua máy tính bảng, qua điện thoại, qua PC và cuối cùng là vào Xbox".
Các chi tiết bổ sung về nhà phát triển xung quanh khái niệm "Windows Universal Platform", đã được tiết lộ và thảo luận trong cuộc hội thảo của nhà phát triển Microsoft. Trong số đó có sự ra mắt của "Islandwood", cung cấp một công cụ middleware cho việc biên soạn phần mềm dựa trên Objective-C (đặc biệt là phần mềm iOS) để chạy như các ứng dụng phổ quát trên Windows 10 và Windows 10 Mobile. Một cổng của Candy Crush Saga đã sử dụng bộ công cụ, chia sẻ nhiều mã của nó với phiên bản iOS, đã được chứng minh, cùng với thông báo rằng trò chơi King phát triển sẽ được đi kèm với Windows 10 khi ra mắt.

### Chương trình nội bộ
Microsoft giới thiệu các phiên bản sớm của hệ điều hành cho những người hâm mộ qua Chương trình Người dùng Nội bộ Windows (Windows Insider Program) và mời khách hàng đóng góp vào sự phát triển và tương lai của Windows 10. Các thiết bị trên toàn thế giới được kết nối ở mức cao và chia sẻ nội dung, Windows 10 làm việc để làm cho sự cộng tác đó liền mạch và thú vị.
Chương trình Người dùng Nội bộ Windows đóng vai trò quan trọng trong việc làm cho Windows 10 trở nên tuyệt vời. Người dùng Nội bộ khám phá và phản hồi các bản dựng xem trước, điều này nghĩa là Microsoft có thể phát triển các giải pháp theo phản hồi trực tiếp từ những người tiêu dùng sử dụng Windows hàng ngày. Nó được phát hành chính thức theo cách bình thường, gần như phát hành một phiên bản thử nghiệm mới. Ngay sau khi khởi động lần đầu trên máy tính của người dùng, Windows 10 bắt đầu được cập nhật.
Từ động thái của Microsoft, các nhà bình luận cho rằng sẽ không còn chuyện cài đặt các gói cập nhật lớn Service Pack như trước. Mọi người sẽ dần quen với sự thường xuyên cập nhật của Windows, giống như trình duyệt Chrome của Google. Số hiệu phiên bản Windows sẽ không quan trọng như trước.

### Ra mắt
Ngày 1 tháng 6 năm 2015, Microsoft thông báo là hãng có thể ra mắt Windows 10 vào ngày 29 tháng 7. Microsoft đã bắt đầu chiến dịch quảng cáo tập trung vào Windows 10, "Nâng cấp thế giới của bạn (Upgrade Your World)" vào ngày 20 tháng 7 năm 2015 với việc ra mắt quảng cáo truyền hình ở Úc, Canada, Pháp, Đức, Nhật, Anh và Hoa Kỳ. Các quảng cáo tập trung vào khẩu hiệu "A more human way to do", nhấn mạnh các tính năng và công nghệ mới được Windows 10 hỗ trợ nhằm tạo ra trải nghiệm "cá nhân" cho người dùng. Chiến dịch kết thúc với sự kiện ra mắt tại 13 thành phố vào ngày 29 tháng 7, Tổ chức lễ kỷ niệm "vai trò chưa từng có của người hâm mộ lớn nhất của chúng tôi trong sự phát triển của Windows 10".
Microsoft không muốn thị trường Windows tiếp tục bị phân mảnh thành nhiều phiên bản. Cho đến gần đây, các phiên bản Windows 8, Windows 8.1, Windows 7, Windows Vista và Windows XP hoặc xưa hơn vẫn còn lưu hành trên khắp thế giới và nhiều người vẫn còn trung thành với phiên bản cũ. Điều này gây rắc rối cho Microsoft và cho người phát triển ứng dụng. Người phát triển ứng dụng luôn phải phân vân lựa chọn mục tiêu: tạo ra ứng dụng cho phiên bản Windows mới nhất hoặc cho phiên bản Windows phổ biến nhất hoặc cố gắng "gom góp" cả những người còn dùng Windows XP.
Sự đa dạng không mong muốn của thị trường Windows xuất phát từ lề lối phát hành Windows trong quá khứ. Người dùng Windows cá nhân thường mua máy tính cài sẵn Windows, chứ không mua Windows riêng rẽ. Sau vài năm, khi có phiên bản Windows mới, phần lớn người dùng vẫn đợi đến khi mua máy tính mới, có sẵn Windows mới. Những người bỏ tiền nâng cấp ngay Windows trên máy tính cũ chỉ là thiểu số. Do vòng đời máy tính khoảng 5-6 năm, phiên bản Windows trên máy tính của người dùng thường có tuổi thọ chừng ấy năm. Phiên bản Windows cũ luôn "sống lâu, sống khỏe" hơn hẳn dự định của Microsoft.
Windows 10 đang thay đổi lề lối cũ. Microsoft cho phép người dùng Windows 7/8/8.1 nâng cấp miễn phí lên Windows 10 trong một năm đầu từ ngày phát hành. Phương pháp nâng cấp này thực tế vẫn đang khả dụng, miễn là phiên bản Windows hiện tại đã được kích hoạt bản quyền dù có phải chính hãng hay không. Với máy tính dùng Windows 10, Microsoft sẽ liên tục cho cập nhật miễn phí để máy tính luôn dùng phiên bản Windows mới nhất cho đến khi máy tính không dùng được nữa. Nói cách khác, đối với người dùng cá nhân, việc nâng cấp Windows trên máy tính cũ sẽ không còn cần thiết. Họ sẽ gián tiếp trả tiền cho Microsoft khi mua máy tính mới (vì nhà sản xuất máy tính phải mua Windows từ Microsoft). Với người dùng doanh nghiệp, Microsoft có chính sách riêng. Người dùng doanh nghiệp có quyền quyết định một phần đối với tiến trình cập nhật Windows, nhằm bảo đảm những ứng dụng nghiệp vụ luôn hoạt động thông suốt.

## Các tính năng mới
Windows 10 hài hòa trải nghiệm người dùng với chức năng giữa các lớp thiết bị, và thừa nhận những thiếu sót trong giao diện người dùng của Windows 8. Windows 10 Mobile, phiên bản kế thừa của Windows Phone 8.1, sử dụng chung một vài yếu tố giao diện người dùng và các ứng dụng với phiên bản trên máy tính của mình.
Hệ sinh thái ứng dụng Windows Runtime đã được sửa thành Universal Windows Platform (UWP). Những ứng dụng dạng universal này được thực hiện để chạy trên nhiều nền tảng và các lớp thiết bị, bao gồm điện thoại thông minh, máy tính bảng, bảng điều khiển Xbox One và các thiết bị tương thích Windows 10 khác. Các ứng dụng Windows chia sẻ mã trên nhiều nền tảng, có thiết kế responsive thích ứng với nhu cầu của thiết bị và đầu vào có sẵn, có thể đồng bộ hóa dữ liệu giữa các thiết bị Windows 10 (bao gồm các thông báo, giấy phép và cho phép các trò chơi chạy trên nhiều nền tảng) và được phân phối thông qua một cửa hàng Windows Store duy nhất. Các nhà phát triển có thể cho phép "mua chéo", trong đó các giấy phép có được khi mua một ứng dụng có thể áp dụng cho tất cả các thiết bị tương thích của người dùng chứ không phải chỉ mua một thiết bị mà họ mua (ví dụ như một người dùng mua một ứng dụng trên máy tính cũng có quyền sử dụng miễn phí ứng dụng phiên bản smartphone của nó).
Trên Windows 10, Windows Store hoạt động như một cửa hàng cửa hàng thống nhất cho các ứng dụng, Groove Music (trước đây là Xbox Music) và Movies & TV (trước đây là Xbox Video). Windows 10 cũng cho phép các ứng dụng web và phần mềm truyền thống (sử dụng Win32 hoặc .NET Framework) được đóng gói để phân phối trên Windows Store. Phần mềm truyền thống được phân phối qua Windows Store bằng cách đóng gói sử dụng hệ thống App-V để có thể được sử dụng trong hộp cát.

### Giao diện người dùng và desktop

"Task View" là tính năng mới trên Windows 10, cho phép sử dụng nhiều không gian làm việc cùng một lúc.

Giao diện người dùng của Windows 10 được thiết kế trước hết để tối ưu hóa trải nghiệm của nó dựa trên loại thiết bị và trình nhập liệu có sẵn, mang đến một "trải nghiệm đúng trên đúng thiết bị và đúng thời điểm." Cho những thiết bị không có màn hình cảm ứng, một biến thể của  Menu Start trước kia được sử dụng làm một phần của giao diện người dùng, đem đến cả một danh sách ứng dụng truyền thống cùng một hộp tìm kiếm của phía bên trái, cùng với các Live Tile phong cách Windows 8 ở phía bên phải. Một hệ thống Desktop ảo mới được gọi là "Task View" cũng đã được bổ sung; tương tự như tính năng Exposé của OS X, nháy chuột vào nút Task View trên Thanh tác vụ, nhấn tổ hợp phím Windows + Tab hoặc trượt từ phía bên trái màn hình sang sẽ hiển thị mọi cửa sổ đang mở trên Desktop, cho phép người dùng chuyển giữa các cửa sổ, chia các cửa sổ về hai phía màn hình, hoặc chuyển qua lại các Desktop ảo. Các ứng dụng Modern trước đây chỉ có thể chạy trên chế độ toàn màn hình, giờ đây có thể chạy trên các cửa sổ nằm trên Desktop. Khi các ứng dụng Modern được chạy theo cách này, một trình đơn "App Commands" nằm trên thanh tiêu đề của cửa sổ được sử dụng để kích hoạt các tính năng đã từng thấy trên Thanh Charm.
Màn hình Start vẫn được sử dụng, nhưng có thêm cột ở phía bên trái của màn hình để hiển thị lối tắt và nút "All Apps (Tất cả Ứng dụng)", tương tự như menu Start (nhưng đến bản 1607, nút All Apps đã bị loại bỏ và khi nhấn nút Start thì menu sẽ hiển thị tất cả ứng dụng luôn).Surface Pro 3 và một số tablet khác khi được kết nối với bàn phím, người dùng sẽ được hỏi có tiếp tục sử dụng giao diện thân thiện với cảm ứng, hay chuyển sang chế độ tối ưu cho chuột và bàn phím.

### Thành phần giao diện hệ thống
Windows 10 được ra mắt cùng với DirectX 12;GDC với khả năng tránh cho CPU và card đồ họa bị quá tải.Command Prompt có thêm tính năng ngắt dòng của dữ liệu đầu ra và khả năng để sử dụng các phím tắt như dán (paste) văn bản bằng cách sử dụng tổ hợp phím Ctrl+V
Điểm nhấn của Windows 10 là có thể được cài đặt trên Windows PC, Windows Phone, Windows Embedded và Xbox One, cũng như trên các sản phẩm mới của Microsoft như Surface Hub và HoloLens. Các sản phẩm này có một điểm chung là các ứng dụng và Windows Store có cấu trúc được phát triển trên nền tảng Windows Runtime sẽ giống như Windows 8. Windows 10 cung cấp nhiều tính năng mới, ví dụ như sự xuất hiện của Cortana (trợ lý ảo từng được giới thiệu trên Windows Phone), hệ thống thông báo có thể được đồng bộ trên nhiều thiết bị, tính năng mới của Xbox Live. Windows 10 cũng sẽ ra mắt trình duyệt web mới mang tên Microsoft Edge (tên mã Project Spartan) để thay thế cho Internet Explorer.

### Hệ thống bảo mật

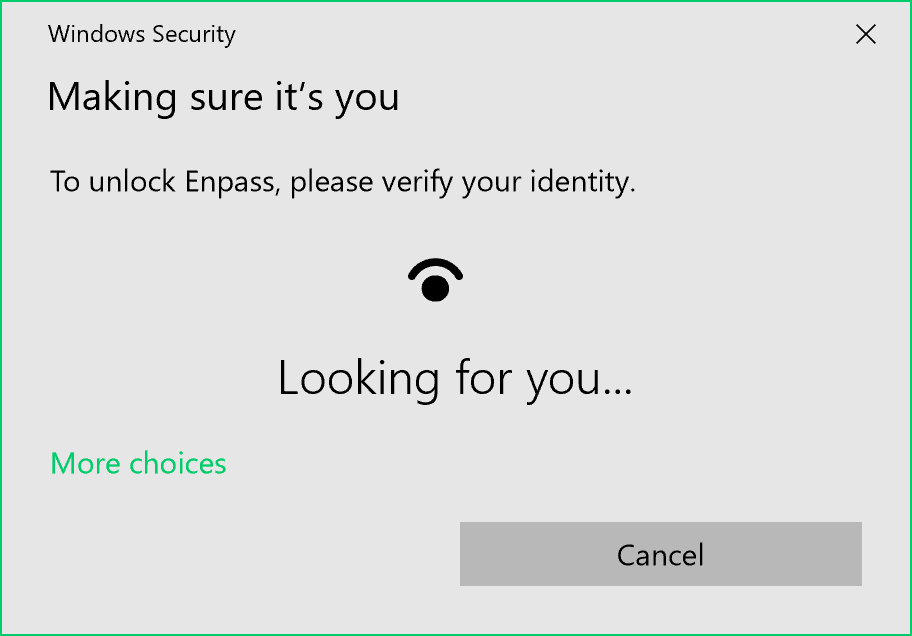
Yêu cầu mở khóa Windows Hello trên Surface Pro 4 trong khi sử dụng Enpass (trình quản lý mật khẩu)

Windows 10 kết hợp công nghệ xác thực đa yếu tố dựa trên tiêu chuẩn của Liên Minh FIDO. Hệ điều hành bao gồm cải thiện hỗ trợ cho việc xác thực sinh trắc học thông qua Windows Hello và nền tảng Hộ chiếu; các thiết bị hỗ trợ camera cho phép người dùng đăng nhập qua nhận diện khuôn mặt hoặc quét mống mắt . Nền tảng Hộ chiếu cho phép các mạng, phần mềm và trang web xác thực người dùng sử dụng mã PIN hoặc đăng nhập bằng sinh trắc để xác minh danh tính của họ mà không cần gửi mật khẩu.
Phiên bản doanh nghiệp của Windows 10 cung cấp các tính năng bảo mật bổ sung; các quản trị viên có thể thiết lập các chính sách cho việc mã hóa dữ liệu nhạy cảm tự động, ngăn chặn các ứng dụng truy cập dữ liệu được mã hoá một cách có chọn lọc, và bật Device Guard - một hệ thống cho phép các quản trị viên thực thi môi trường bảo mật cao bằng cách chặn không cho thực thi các phần mềm không được xác nhận bởi các nhà ủy quyền hoặc Microsoft. Device Guard được thiết kế để bảo vệ chống lại các cuộc tấn công zero-day, và chạy bên trong một hypervisor để các hoạt động của nó vẫn được tách biệt với hệ điều hành.

### Dòng lệnh
Người dùng có thể thay đổi kích thước của cửa sổ dòng lệnh Console Win32 một cách mượt mà thoải mái, và chuyển sang chể độ toàn màn hình bằng cách nhấn tổ hợp phím Alt+↵ Enter, đặc biệt đã có thể sử dụng các phím tắt chuẩn như cut, copy và paste. Các tính năng khác như word wrap và chỉnh độ trong suốt cũng được thêm vào. Các chức năng này có thể được vô hiệu hóa để quay về cửa sổ dòng lệnh truyền thống.

Bash đang chạy trên Windows 10

Trong bản cập nhật Anniversary, Microsoft đã bổ sung Windows Subsystem cho Linux, cho phép cài đặt môi trường không gian người dùng từ một bản phân phối Linux được hỗ trợ chạy trên Windows. Hệ thống con chuyển các lệnh gọi hệ thống Linux mà hệ thống Linux sử dụng thành các lệnh gọi hệ thống của Windows NT. Môi trường có thể thực hiện trình vỏ Bash và các chương trình dòng lệnh 64-bit. Tuy nhiên, các ứng dụng Windows không thể được thực thi từ môi trường Linux và ngược lại. Bản phân phối Linux cho Windows Subsystem cho Linux có thể được tải về từ Windows Store. Các tính năng ban đầu hỗ trợ một môi trường dựa trên Ubuntu; Microsoft đã công bố vào tháng 5 năm 2017 rằng họ sẽ bổ sung các tùy chọn cho môi trường của Fedora và OpenSUSE.

### Dung lượng yêu cầu để cài đặt
Để giảm bớt dung lượng lưu trữ của hệ điều hành, Windows 10 sẽ tự động nén các tập tin hệ thống. Phương pháp này có thể làm giảm bớt dung lượng lưu trữ của Windows khoảng 1,7 GB cho các hệ thống 32-bit và 3,9 GB cho các hệ thống 64-bit. Mức độ nén được sử dụng phụ thuộc vào kết quả đánh giá hiệu năng được thực hiện trong quá trình cài đặt hoặc bởi các OEM. Việc kiểm tra mức độ nén có thể được sử dụng mà không ảnh hưởng đến hiệu suất của hệ điều hành. Hơn nữa, các chức năng Làm mới và Đặt lại sử dụng các tệp hệ thống đang chạy, để tạo một phân vùng phục hồi riêng biệt, cho phép các bản vá và bản cập nhật vẫn được cài đặt sau khi hoạt động và giảm thêm khoảng trống cần thiết cho Windows 10 lên tối đa 12 GB. Các chức năng này thay thế chế độ WIMBoot được giới thiệu trong bản cập nhật Windows 8.1, cho phép các OEM thiết lập cấu hình các thiết bị có dung lượng thấp với lưu trữ dựa trên flash để sử dụng các tệp hệ thống Windows trong tập tin nén WIM thường được sử dụng để cài đặt và phục hồi. Windows 10 cũng đi kèm chức năng Storage Sense trong ứng dụng Settings cho phép người dùng xem chi tiết về dung lượng lưu trữ của thiết bị đang được sử dụng bởi các loại tệp khác nhau cũng như xem một số loại tệp nhất định được lưu vào bộ nhớ trong hoặc thẻ SD theo mặc định. Từ phiên bản 1903 trở đi, người dùng cần ít nhất 32GB (cả 32/64bit) nếu cài mới hoặc 7GB nếu cập nhật thông qua Windows Update.

### Các dịch vụ và chức năng trực tuyến
Windows 10 giới thiệu một trình duyệt web mặc định mới, Microsoft Edge. Nó có một công cụ rendering phù hợp với tiêu chuẩn mới được cải thiện từ Trident, các công cụ chú thích và cung cấp sự tích hợp với các nền tảng Microsoft khác có sẵn trong Windows 10. Internet Explorer 11 được giữ lại trên Windows 10 cho các mục đích tương thích, nhưng Microsoft quyết định dành nhân lực để phát triển Edge và IE sẽ không còn được phát triển một cách tích cực nữa. Thông tin chi tiết ở phần "Sự xuất hiện của trình duyệt Edge".
Windows 10 kết hợp với trợ lý ảo của Microsoft, Cortana (giới thiệu lần đầu với Windows Phone 8.1 vào năm 2014). Cortana đã thay thế tính năng tìm kiếm nhúng của Windows, hỗ trợ cả nhập văn bản và giọng nói. Nó có nhiều tính năng khác như chuyển trực tiếp từ điện thoại Windows, bao gồm tích hợp với Bing, tạo nhắc nhở, tính năng Notebook để quản lý thông tin cá nhân, cũng như tìm kiếm file, chơi nhạc, khởi chạy ứng dụng và gửi email. Cortana được hiện thực hóa dưới dạng một hộp tìm kiếm chung nằm bên cạnh các nút Start và Task View, có thể được ẩn hoặc rút gọn thành một nút duy nhất.
Microsoft Family Safety được thay thế bởi Microsoft Family, một hệ thống kiểm soát của phụ huynh áp dụng trên nền Windows và các dịch vụ trực tuyến của Microsoft. Người dùng có thể tạo ra một gia đình được chỉ định, giám sát và hạn chế hành động của những người dùng được chỉ định là trẻ em, chẳng hạn như truy cập vào các trang web, thực thi việc xếp hạng độ tuổi trên Windows Store và các hạn chế khác. Dịch vụ này cũng có thể gửi báo cáo e-mail hàng tuần cho phụ huynh biết chi tiết việc sử dụng máy tính của trẻ. Không giống các phiên bản Windows trước, tài khoản con trong gia đình phải được liên kết với tài khoản Microsoft - cho phép các cài đặt này áp dụng cho tất cả các thiết bị Windows 10 mà một trẻ đang sử dụng.
Windows 10 cũng cung cấp tính năng Wi-Fi Sense (có từ Windows Phone 8.1). Người dùng có thể cài đặt để thiết bị của họ tự động kết nối với các hotspot được đề xuất cũng như chia sẻ mật khẩu mạng gia đình của họ với các địa chỉ liên hệ (qua Skype, People hoặc Facebook) để họ có thể tự động kết nối vào mạng trên thiết bị Windows 10 mà không cần nhập mật khẩu một cách thủ công. Thông tin xác thực được lưu trữ dưới dạng mã hoá trên các máy chủ của Microsoft và được gửi tới các thiết bị của các địa chỉ liên lạc được chọn. Người dùng khách không thể xem mật khẩu và người dùng không được phép truy cập các máy tính hoặc thiết bị khác trên mạng. Wi-Fi Sense không thể sử dụng được trên các mạng được mã hoá 802.1X. Việc thêm "_optout" ở cuối SSID cũng sẽ ngăn không cho mạng tương ứng được sử dụng cho tính năng này.
Các ứng dụng gọi điện thoại và nhắn tin chung cho Windows 10 được tích hợp vào bản cập nhật tháng 11 năm 2015: Messaging, Skype Video và Phone. Các tính năng này cung cấp các lựa chọn tích hợp thay thế cho Skype tải xuống và đồng bộ với Windows 10 Mobile.

### Đa phương tiện và gaming
Windows 10 cung cấp sự tích hợp sâu hơn với hệ sinh thái Xbox. Xbox SmartGlass đã thành công bằng ứng dụng Xbox, cho phép người dùng duyệt qua thư viện trò chơi của họ (bao gồm cả trò chơi trên PC và Xbox) và Game DVR cũng có sẵn bằng cách sử dụng phím tắt, cho phép người dùng lưu 30 giây cuối cùng của trò chơi video có thể được chia sẻ với Xbox Live, OneDrive hoặc ở nơi khác. Windows 10 cũng cho phép người dùng điều khiển và chơi các trò chơi từ bảng điều khiển Xbox One trên một mạng cục bộ. Xbox Live SDK cho phép các nhà phát triển ứng dụng kết hợp các chức năng của Xbox Live vào ứng dụng của họ, và các phụ kiện không dây Xbox One trong tương lai chẳng hạn như bộ điều khiển cũng được hỗ trợ trên Windows với một adapter phù hợp. Microsoft cũng dự định cho phép mua chéo và lưu trữ đồng bộ hóa giữa Xbox One và Windows 10 phiên bản của trò chơi. Các trò chơi của Microsoft Studios như ReCore và Quantum Break được coi là độc quyền cho Windows 10 và Xbox One.
Candy Crush Saga và Microsoft Solitaire Collection cũng tự động được cài đặt khi người dùng cài đặt Windows 10.
Windows 10 cho phép ghi lại trò chơi trên máy và khả năng chụp màn hình cùng game mode sử dụng Game bar. Người dùng cũng có một lựa chọn để cho hệ điều hành liên tục ghi lại gameplay dưới nền, nhờ đó, cho phép họ  lưu những khoảnh khắc hay lên đĩa cứng.
Windows 10 bổ sung thêm codec FLAC và HEVC và hỗ trợ cho các phương tiện truyền thông Matroska container, cho phép Windows Media Player và các ứng dụng khác có thể mở các định dạng này.

### DirectX 12
Windows 10 cũng đi kèm với DirectX 12 và WDDM 2.0. Được tiết lộ vào tháng 3 năm 2014 tại GDC, DirectX 12 nhắm tới việc cung cấp "console-level efficiency với khả năng truy cập các tài nguyên phần cứng "closer to the metal", và làm giảm bớt các trường hợp overhead của CPU và driver đồ họa. Hầu hết các cải thiện hiệu năng đạt được thông qua lập trình cấp thấp, cho phép các nhà phát triển sử dụng các nguồn lực hiệu quả hơn và giảm thiểu tình trạng thắt cổ chai của các CPU đơn luồng nhờ trừu tượng hóa thông qua các API cấp cao hơn. DirectX 12 cũng sẽ hỗ trợ các thiết lập đa GPU không đồng bộ của nhà cung cấp. WDDM 2.0 giới thiệu một hệ thống quản lý và phân bổ bộ nhớ ảo mới để giảm bớt khối lượng công việc trên driver chế độ hạt nhân.

## Sự xuất hiện của trình duyệt Microsoft Edge
Trong buổi ra mắt Windows 10, Microsoft cho biết, sẽ có một trình duyệt web mới thay thế cho Internet Explorer, gây sốc với quyết định "khai tử" Internet Explorer (IE) và thay vào đó là một sản phẩm hoàn toàn mới - Project Spartan (tuy nhiên Internet Explorer sẽ vẫn tiếp tục còn tồn tại trên Windows 10 vì lý do tương thích). Theo ý tưởng ban đầu của hãng, đây sẽ là trình duyệt không chỉ được sử dụng trên Windows 10 của máy tính, mà còn được dùng trên Windows 10 dành cho máy tính bảng, và smartphone... Trình duyệt này hoạt động trên các bản build từ 10049 trở đi. Tại hội nghị Microsoft Build 2015, khi Windows 10 chính thức ra mắt vào cuối mùa hè năm 2015, Project Spartan sẽ được đổi tên thành Microsoft Edge. Microsoft Edge vẫn sử dụng biểu tượng chữ "e" quen thuộc của Internet Explorer, nhưng đã có một sự chỉnh sửa nho nhỏ trên biểu tượng này để tạo sự mới mẻ. Hướng tới đối tượng chủ yếu là các doanh nghiệp và được thiết kế với nhiều cải tiến mới vô cùng hữu dụng (tương tác giọng nói Cortana, new tab, tính năng ghi chú đặc biệt ngay trên website,...) nhưng vẫn chú trọng, tập trung vào tiêu chí đơn giản, hỗ trợ người dùng một cách tối đa. Ngoài ra, Microsoft Edge còn có cả một kho ứng dụng của riêng mình, với rất nhiều những tiện ích mở rộng nhằm giúp người dùng nâng cao khả năng trải nghiệm khi duyệt web đồng thời khẳng định chất lượng của một trình duyệt hiện đại.
Đại diện của Microsoft, ông Joe Belfiore đã từng phát biểu trong buổi giới thiệu Microsoft Edge tại Hội nghị BUILD 2015 rằng: "Edge là trình duyệt phục vụ nhu cầu của người dùng cuối". Điều đó có nghĩa, hãng đã có những thay đổi, điều chỉnh nhất định để trình duyệt mặc định mới nhất cho Windows 10 này có thể tương thích, sử dụng tất cả những extension mà người dùng của Firefox và Chrome đã vô cùng quen thuộc. Có thể nói, với những gì mà trình duyệt này đang sở hữu, cộng thêm việc Microsoft đang "rục rịch" lấn sân để phát triển ứng dụng đa nền tảng, Microsoft Edge hứa hẹn sẽ trở thành "đối thủ" ngang tầm với hai trình duyệt được sử dụng nhiều nhất hiện nay.
Vào ngày 8 tháng 4 năm 2019, Microsoft ra mắt Microsoft Edge mới dựa trên Chromium và Blink dưới Kênh người dùng nội bộ Microsoft Edge (Microsoft Edge Insider Channel). Người dùng có thể tải về nhưng chưa thay thế được Edge phiên bản cũ mà tách ra thành ứng dụng riêng biệt. Phiên bản này có 3 kênh thử nghiệm: Beta, Dev và Canary. Vào ngày 15 tháng 1 năm 2020, Microsoft chính thức phát hành phiên bản mới dựa trên Chromium thay thế phiên bản cũ. Hiện nay trình duyệt hỗ trợ các hệ điều hành Windows, macOS, Linux, Android và iOS.

## Các cập nhật và hỗ trợ
Không giống như các phiên bản trước của Windows, Windows Update không cho phép cài đặt các bản cập nhật một cách chọn lọc, và tất cả bản cập nhật (bao gồm bản vá lỗi, tính năng cập nhật và phần mềm trình điều khiển) được tải xuống và cài đặt tự động. Người dùng chỉ có thể quyết định liệu hệ thống của họ sẽ khởi động lại tự động để cài đặt bản cập nhật khi hệ thống không hoạt động hoặc được thông báo để lên lịch khởi động lại. Nếu một mạng không dây được chỉ định là "Metered" - một chức năng tự động giảm hoạt động của nền hệ điều hành để tiết kiệm giới hạn về việc sử dụng Internet, hầu hết các bản cập nhật sẽ không được tải xuống cho đến khi thiết bị được kết nối với một kết nối mạng không phải là "Metered". Redstone 2 cho phép các mạng có dây (Ethernet) được chỉ định làm đồng hồ, nhưng Windows vẫn có thể tải xuống một số cập nhật nhất định khi kết nối với một mạng metered.
Các bản cập nhật có thể gây ra sự tương thích hoặc các vấn đề khác. Microsoft đã phát triển một chương trình gỡ rối cho phép gỡ cài đặt các cập nhật này.
Windows Update cũng có thể sử dụng hệ thống peer to peer để phân phối các bản cập nhật. Theo mặc định, băng thông của người dùng được sử dụng để phân phối các bản cập nhật đã tải về trước đó cho người dùng khác, kết hợp với các máy chủ của Microsoft. Thay vào đó, người dùng có thể chọn chỉ sử dụng các cập nhật peer-to-peer trong mạng cục bộ của họ.
Bản phát hành RTM ban đầu của Windows 10 ("Windows 10, phát hành vào ngày 29 tháng 7 năm 2015") nhận được hỗ trợ chính thống trong 5 năm sau khi phát hành bản gốc, tiếp theo là 5 năm hỗ trợ kéo dài nhưng điều này tùy thuộc vào điều kiện. Chính sách hỗ trợ vòng đời hỗ trợ của Microsoft cho hệ điều hành lưu ý rằng "Bản cập nhật tích lũy, với mỗi bản cập nhật được xây dựng dựa trên tất cả các bản cập nhật trước nó", rằng "một thiết bị cần phải cài đặt bản cập nhật mới nhất vẫn được hỗ trợ" và khả năng của một thiết bị nhận được cập nhật trong tương lai sẽ phụ thuộc vào khả năng tương thích phần cứng, tính sẵn có của trình điều khiển và liệu thiết bị có nằm trong khoảng thời gian hỗ trợ của OEM - khía cạnh mới không được tính trong chính sách vòng đời cho các phiên bản trước đó. Chính sách này lần đầu tiên được triển khai vào năm 2017 để chặn các thiết bị Intel Clover Trail nhận Creators Update, vì Microsoft khẳng định rằng các bản cập nhật trong tương lai "yêu cầu hỗ trợ phần cứng bổ sung để cung cấp trải nghiệm tốt nhất có thể" và Intel không còn hỗ trợ hoặc trình điều khiển cho nền tảng. Microsoft tuyên bố rằng các thiết bị này sẽ không còn nhận được các bản cập nhật tính năng nữa, nhưng vẫn sẽ nhận được cập nhật bảo mật từ tháng 1 năm 2023.

## Lịch sử cập nhật
| Các phiên bản của Windows 10                                                               | Các phiên bản của Windows 10 | Các phiên bản của Windows 10 | Các phiên bản của Windows 10 | Các phiên bản của Windows 10 | Các phiên bản của Windows 10                          | Các phiên bản của Windows 10                          | Các phiên bản của Windows 10                          | Các phiên bản của Windows 10                          | Các phiên bản của Windows 10                          |
| Phiên bản                                                                                  | Tên mã                       | Tên thương mại               | Build                        | Ngày phát hành               | Thời gian hỗ trợ (màu sắc thể hiện tình trạng hỗ trợ) | Thời gian hỗ trợ (màu sắc thể hiện tình trạng hỗ trợ) | Thời gian hỗ trợ (màu sắc thể hiện tình trạng hỗ trợ) | Thời gian hỗ trợ (màu sắc thể hiện tình trạng hỗ trợ) | Thời gian hỗ trợ (màu sắc thể hiện tình trạng hỗ trợ) |
| Phiên bản                                                                                  | Tên mã                       | Tên thương mại               | Build                        | Ngày phát hành               | Kênh có sẵn chung                                     | Kênh có sẵn chung                                     | LTSC                                                  | LTSC                                                  | Mobile                                                |
| Phiên bản                                                                                  | Tên mã                       | Tên thương mại               | Build                        | Ngày phát hành               | Home, Pro, Pro Education, Pro for Workstations        | Education, Enterprise, Iot Enterprise                 | Enterprise                                            | IoT Enterprise                                        | Mobile                                                |
| ------------------------------------------------------------------------------------------ | ---------------------------- | ---------------------------- | ---------------------------- | ---------------------------- | ----------------------------------------------------- | ----------------------------------------------------- | ----------------------------------------------------- | ----------------------------------------------------- | ----------------------------------------------------- |
| 1507                                                                                       | Threshold                    | -                            | 10240                        | Ngày 29 tháng 7 năm 2015     | Ngày 9 tháng 5 năm 2017                               | Ngày 9 tháng 5 năm 2017                               | Ngày 14 tháng 10 năm 2025                             | Ngày 14 tháng 10 năm 2025                             | -                                                     |
| 1511                                                                                       | Threshold 2                  | November Update              | 10586                        | Ngày 10 tháng 11 năm 2015    | Ngày 10 tháng 10 năm 2017                             | Ngày 10 tháng 10 năm 2017                             | -                                                     | -                                                     | Ngày 9 tháng 1 năm 2018                               |
| 1607                                                                                       | Redstone                     | Anniversary Update           | 14393                        | Ngày 2 tháng 8 năm 2016      | Ngày 10 tháng 4 năm 2018                              | Ngày 9 tháng 4 năm 2019                               | Ngày 13 tháng 10 năm 2026                             | Ngày 13 tháng 10 năm 2026                             | Ngày 9 tháng 10 năm 2018                              |
| 1703                                                                                       | Redstone 2                   | Creators Update              | 15063                        | Ngày 5 tháng 4 năm 2017      | Ngày 9 tháng 10 năm 2018                              | Ngày 8 tháng 10 năm 2019                              | -                                                     | -                                                     | Ngày 11 tháng 6 năm 2019                              |
| 1709                                                                                       | Redstone 3                   | Fall Creators Update         | 16299                        | Ngày 17 tháng 10 năm 2017    | Ngày 9 tháng 4 năm 2019                               | Ngày 13 tháng 10 năm 2020                             | -                                                     | -                                                     | Ngày 14 tháng 1 năm 2020                              |
| 1803                                                                                       | Redstone 4                   | April 2018 Update            | 17134                        | Ngày 30 tháng 4 năm 2018     | Ngày 12 tháng 11 năm 2019                             | Ngày 11 tháng 5 năm 2021                              | -                                                     | -                                                     | -                                                     |
| 1809                                                                                       | Redstone 5                   | October 2018 Update          | 17763                        | Ngày 13 tháng 11 năm 2018    | Ngày 10 tháng 11 năm 2020                             | Ngày 11 tháng 5 năm 2021                              | Ngày 9 tháng 1 năm 2029                               | Ngày 9 tháng 1 năm 2029                               | -                                                     |
| 1903                                                                                       | 19H1                         | May 2019 Update              | 18362                        | Ngày 21 tháng 5 năm 2019     | Ngày 8 tháng 12 năm 2020                              | Ngày 8 tháng 12 năm 2020                              | -                                                     | -                                                     | -                                                     |
| 1909                                                                                       | 19H2                         | November 2019 Update         | 18363                        | Ngày 12 tháng 11 năm 2019    | Ngày 11 tháng 5 năm 2021                              | Ngày 10 tháng 5 năm 2022                              | -                                                     | -                                                     | -                                                     |
| 2004                                                                                       | 20H1                         | May 2020 Update              | 19041                        | Ngày 27 tháng 5 năm 2020     | Ngày 14 tháng 12 năm 2021                             | Ngày 14 tháng 12 năm 2021                             | -                                                     | -                                                     | -                                                     |
| 20H2                                                                                       | 20H2                         | October 2020 Update          | 19042                        | Ngày 20 tháng 10 năm 2020    | Ngày 10 tháng 5 năm 2022                              | Ngày 9 tháng 5 năm 2023                               | -                                                     | -                                                     | -                                                     |
| 21H1                                                                                       | 21H1                         | May 2021 Update              | 19043                        | Ngày 18 tháng 5 năm 2021     | Ngày 13 tháng 12 năm 2022                             | Ngày 13 tháng 12 năm 2022                             | -                                                     | -                                                     | -                                                     |
| 21H2                                                                                       | 21H2                         | November 2021 Update         | 19044                        | Ngày 16 tháng 11 năm 2021    | Ngày 13 tháng 6 năm 2023                              | Ngày 11 tháng 6 năm 2024                              | Ngày 12 tháng 1 năm 2027                              | Ngày 13 tháng 1 năm 2032                              | -                                                     |
| 22H2                                                                                       | 22H2                         | 2022 Update                  | 19045                        | Ngày 18 tháng 10 năm 2022    | Ngày 14 tháng 10 năm 2025                             | Ngày 14 tháng 10 năm 2025                             | -                                                     | -                                                     | -                                                     |
| Phiên bản cũ, không còn được duy trì Phiên bản cũ, vẫn còn được duy trì Phiên bản mới nhất |                              |                              |                              |                              |                                                       |                                                       |                                                       |                                                       |                                                       |

## Yêu cầu hệ thống
| Thành phần        | Tối thiểu | Khuyến nghị |
| ----------------- | --- | --- |
| CPU               | Tốc độ 1 GHz Kiến trúc IA-32 hoặc x86-64 có hỗ trợ PAE, NX và SSE2 Các CPU x86-64 CPUs cũng phải hỗ trợ CMPXCHG16B, PrefetchW và Kiến trúc tập lệnh LAHF/SAHF. | Tốc độ 1 GHz Kiến trúc IA-32 hoặc x86-64 có hỗ trợ PAE, NX và SSE2 Các CPU x86-64 CPUs cũng phải hỗ trợ CMPXCHG16B, PrefetchW và Kiến trúc tập lệnh LAHF/SAHF. |
| RAM               | IA-32 edition: 1 GB x86-64 edition: 2 GB | 4 GB |
| Bo mạch đồ họa    | Thiết bị đồ họa DirectX 9 WDDM 1.0 hoặc cao hơn | Driver WDDM 1.3 hoặc cao hơn |
| Màn hình máy tính | 800×600 pixels | — |
| Thiết bị nhập     | Bàn phím và chuột | Màn hình cảm ứng |
| Bộ nhớ trống      | 32 GB | — |

| Tính năng                | Các yêu cầu                                                                            |
| ------------------------ | -------------------------------------------------------------------------------------- |
| Biometric authentication | Vân tay                                                                                |
| BitLocker                | Trusted Platform Module (TPM) 1.2 hoặc 2.0, một Ổ USB flash, hoặc một mật khẩu         |
| Device encryption        | Trusted Platform Module (TPM) 2.0 và InstantGo                                         |
| Hyper-V                  | Second Level Address Translation (SLAT)                                                |
| Miracast                 | Một adapter Wi-Fi có hỗ trợ Wi-Fi Direct, NDIS 6.30, WDDM 1.3 (Ivy Bridge)             |
| Secure attention         | Phần cứng tương đương với tổ hợp phím Ctrl+Alt+Delete hoặc ⊞ Win+Power                 |
| Secure Boot              | UEFI v2.3.1 Errata B với Microsoft Windows Certification Authority trong cơ sở dữ liệu |
| Speech recognition       | Microphone                                                                             |
| Windows Hello            | Camera hồng ngoại                                                                      |

Các yêu cầu phần cứng cơ bản để cài đặt Windows 10 tương tự như Windows 8.1 và Windows 8 và chỉ cao hơn một chút so với Windows 7. Các phiên bản 64-bit yêu cầu một CPU hỗ trợ các hướng dẫn nhất định. Thiết bị có dung lượng lưu trữ thấp phải cung cấp ổ USB flash hoặc thẻ nhớ SD với dung lượng lưu trữ đủ cho các tệp tạm thời trong quá trình nâng cấp.
Một số thiết bị được xây dựng trước có thể được mô tả là "được chứng nhận" bởi Microsoft. Máy tính bảng được chứng nhận phải có các phím Power, Volume up, và Volume down; các phím ⊞ Win và Rotation lock là không bắt buộc.
Giống như Windows 8, tất cả các thiết bị được chứng nhận phải vận chuyển với UEFI Secure Boot theo mặc định. Không giống như Windows 8, các OEM không còn cần thiết để tạo các cài đặt Secure Boot cho người dùng, có nghĩa là các thiết bị này có thể được khóa để chạy các hệ điều hành được Microsoft ký kết. Cần phải có một máy ảnh được hỗ trợ hồng ngoại được hỗ trợ cho Windows Hello face authentication. Device Guard yêu cầu hệ thống UEFI không có chứng chỉ của bên thứ ba được tải, và các phần mở rộng ảo hóa CPU (bao gồm cả SLAT và IOMMU) được bật trong phần vững.
Bắt đầu với Intel Kaby Lake và AMD Bristol Ridge, Windows 10 là phiên bản duy nhất của Windows mà Microsoft sẽ chính thức hỗ trợ vi cấu trúc CPU mới hơn. Terry Myerson nói rằng Microsoft không muốn đầu tư nhiều hơn vào việc tối ưu hóa các phiên bản cũ của Windows và các phần mềm liên quan cho các thế hệ vi xử lý mới hơn. Các chính sách này đã bị giới truyền thông chỉ trích, đặc biệt lưu ý rằng Microsoft đã từ chối hỗ trợ phần cứng mới hơn (đặc biệt là các CPU Skylake của Intel) trên Windows 8.1, một phiên bản Windows vẫn đang được hỗ trợ chính thống cho đến tháng 1 năm 2018. Ngoài ra, một sửa đổi để lôi kéo người dùng đã được phát hành để vô hiệu hóa kiểm tra và cho phép Windows 8.1 và sớm hơn để tiếp tục làm việc trên nền tảng này.
Thông tin về Nhà phát triển Windows 10 không hỗ trợ hệ thống trên nền Intel Clover Trail, theo chính sách của Microsoft chỉ cung cấp các bản cập nhật cho các thiết bị trong thời gian hỗ trợ OEM.

## Tiếp nhận

### Tên gọi
Tuy nhiên, một thành viên trên diễn đàn Reddit, người tự xưng là một nhà phát triển của Microsoft, có câu trả lời thuyết phục hơn. Thực ra, Windows mới có tên Windows 10 để tránh nhầm lẫn nếu đặt tên là Windows 9. Bởi vì, họ muốn chỉ đọc một vài chữ đầu tiên của tên hệ điều hành đang dùng là có thể biết người dùng đang sử dụng phiên bản Windows nào, trong khi đó, nếu đặt tên cho hệ điều hành mới là Windows 9, họ có thể nhầm lẫn sang Windows 95 hoặc Windows 98.
Đó cũng như một dạng thảm họa y2k, vì các nhà lập trình không nghĩ rằng kế hoạch đặt tên cho Windows có thể vướng vào tình huống kiểu "Windows 9x", đồng thời các nhà lập trình cũng không muốn phải đưa thêm các đoạn mã mới để tránh tình thế nhầm lẫn "Windows 9" hay "Windows 95" hay "Windows 98". Tất nhiên, những suy đoán này chỉ là một lý thuyết chưa được chứng minh và Microsoft có thể cũng không bao giờ đưa ra lý do thực sự.